# Quatermass and the Pit
Quatermass and the Pit (título estadounidense: Five Million Years to Earth, conocida en España como ¿Qué sucedió entonces? y Una tumba a la eternidad en Argentina) es una película de ciencia ficción, suspense y terror dirigida por Roy Ward Baker en 1967.
Diez años después de Quatermass 2 se realizó esta nueva entrega de las aventuras del doctor Quatermass, basada otra vez en una nueva temporada de la serie de televisión homónima.

## Argumento
Quatermass sigue topándose con alienígenas por casualidad mientras trata de perfeccionar su sistema de lanzamiento de cohetes. En esta ocasión, las obras de ampliación del metro de Londres dan con un artefacto que es obviamente una nave espacial menos para los obtusos militares que se empeñan en creer que es algún tipo de antigua  bomba nazi.
Gracias a un par de sutiles pistas, Quatermass llega a la conclusión de que es una nave marciana de hace cinco millones de años, cuando el planeta rebosaba vida. Sus habitantes enviaron esa nave a la Tierra tratando de salvarse de la extinción, pero la atmósfera y la gravedad terrestre les impidieron sobrevivir. Aun así, se las ingeniaron para dejar preparada una "invasión por poderes": modificaron genéticamente a los antiguos primates, induciendo en ellos inteligencia.
Así, el tramo final de la película degenera en una sucesión de escenas de terror donde humanos poseídos por la fuerza maligna de los marcianos han desarrollado repentinamente poderes extrasensoriales como telepatía y psicoquinesis y atacan a otros humanos que no poseen la mutación inducida por los marcianos.